# Dipsas ellipsifera
Dipsas ellipsifera là một loài rắn trong họ Rắn nước. Loài này được Boulenger mô tả khoa học đầu tiên năm 1898.